# Alexandre Liess
Alexandre Liess (* 20. Juni 1991 in Genf) ist ein ehemaliger Schweizer Schwimmer.

## Karriere
Alexandre Liess belegte bei den Olympischen Sommerspielen 2012 in London im Wettkampf über 200 m Schmetterling den 33. Rang und konnte bei den Schwimmeuropameisterschaften 2012 in der gleichen Disziplin das Finale erreichen und Achter im Endklassement werden.
Liess war zehnfacher Schweizer Meister und konnte einen Landesrekord über 200 Meter Schmetterling aufstellen. Im März 2015 gab der Schwimmer aus gesundheitlichen Gründen seinen Rücktritt bekannt.
Alexandre Liess ist der Enkel von Nicolas Wildhaber, der ebenfalls Schwimmer war und an zwei Olympischen Spielen teilnahm. Auch sein jüngerer Bruder Nils Liess ist Schwimmer und nahm an den Olympischen Jugend-Sommerspielen 2014 teil.